# Sonja Gerhardt
Sonja Gerhardt (West-Berlijn, 2 april 1989) is een Duits actrice.  Ze is onder andere bekend geworden door haar rollen in de Duitse televisieseries Schmetterlinge im Bauch en Deutschland 83 en de Hollywood film Paranormal Activity: The Other Side.

## Biografie

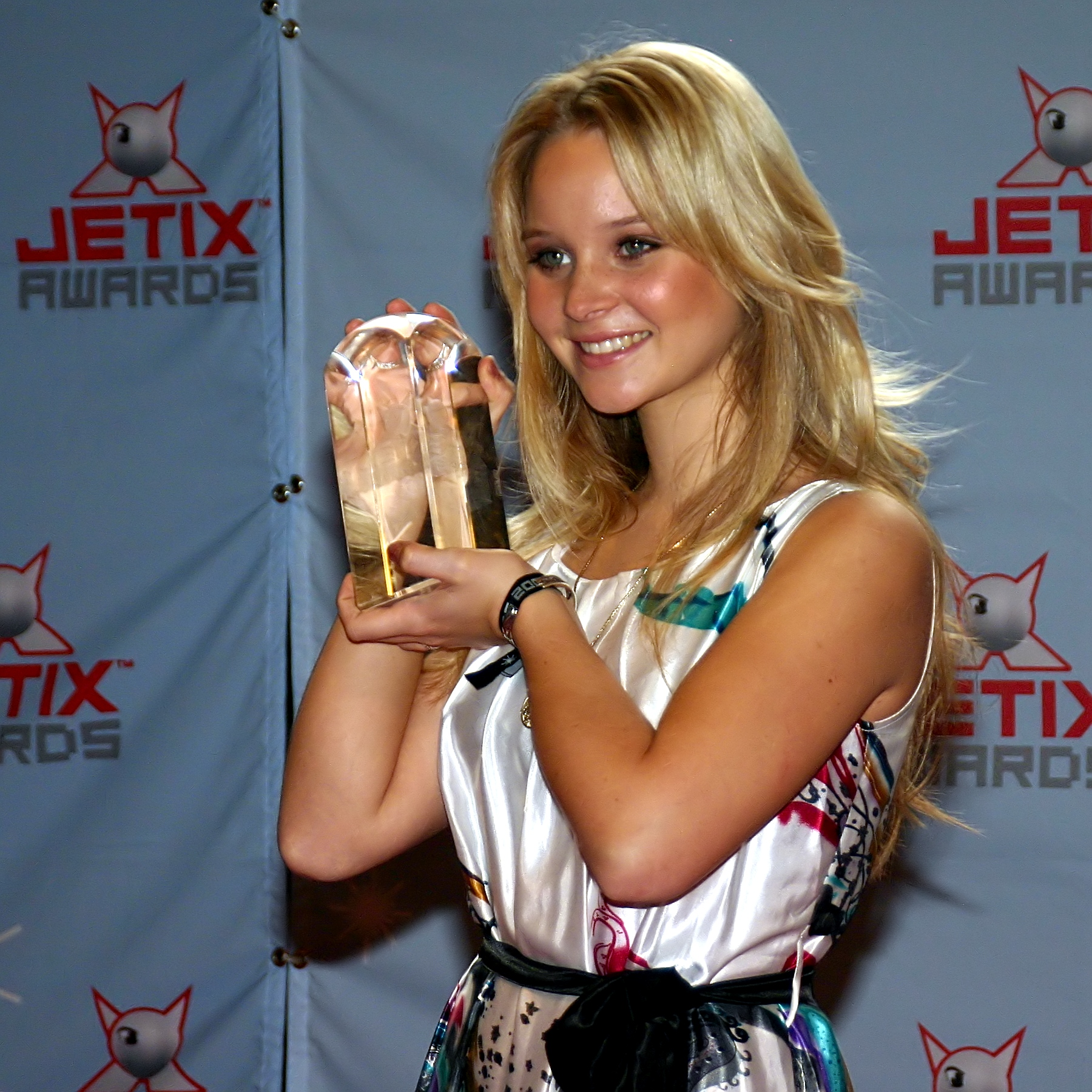
Gerhardt in 2008

Sonja Gerhardt groeide op in de wijk Reinickendorf in Berlijn.  Al op jonge leeftijd danste ze in het kinderensemble van het Berlijnse revuetheater Friedrichstadt-Palast.
Van 2006 tot 2007 speelde ze haar eerste rol in de televisieserie Schmetterlinge im Bauch . In 2008 had Gerhardt haar eerste hoofdrol van Vic in de film Summer  van Jimi Blue Ochsenknecht . In 2008 speelde ze de een jongere versie van Caitlyn Geller, gespeeld door Alyson Stoner, in Camp Rock . In 2009 speelde ze het personage Melanie in Die Wilden Hühner und das Lebenben en was ze te zien in Vulkan . In 2012 was Gerhardt te zien in een hoofdrol in de sprookjesbewerking Schneeweißchen und Rosenrot. In 2014 filmde ze Die Schlikkerfrauen voor Sat.1.
In 2015 was ze te zien in de serie Deutschland 83, een serie die internationaal succesvol werd. Voor haar optreden in de meerdelige serie Ku'damm 56 en de Sat.1-speelfilm Jack the Ripper ontving Gerhardt in 2017 de Duitse televisieprijs en de Jupiter Award . In 2016 werd ze ook genomineerd voor Bambi.
Gerhardt is woonachtig in Berlin-Prenzlauer Berg.

## Filmografie
- 2006: Schmetterlinge im Bauch
- 2008: Summer
- 2008: In aller freundschaft
- 2008: Sklaven und herren
- 2009: The Wild Chicks and Life
- 2009: Volcano
- 2009: WAGs
- 2010: Spook Inn
- 2010: Der Doc und die Hexe
- 2010: Stuttgart Homocide
- 2010: Spear of Destiny
- 2010: Polizeiruf 110
- 2010: Das fremde Mädchen

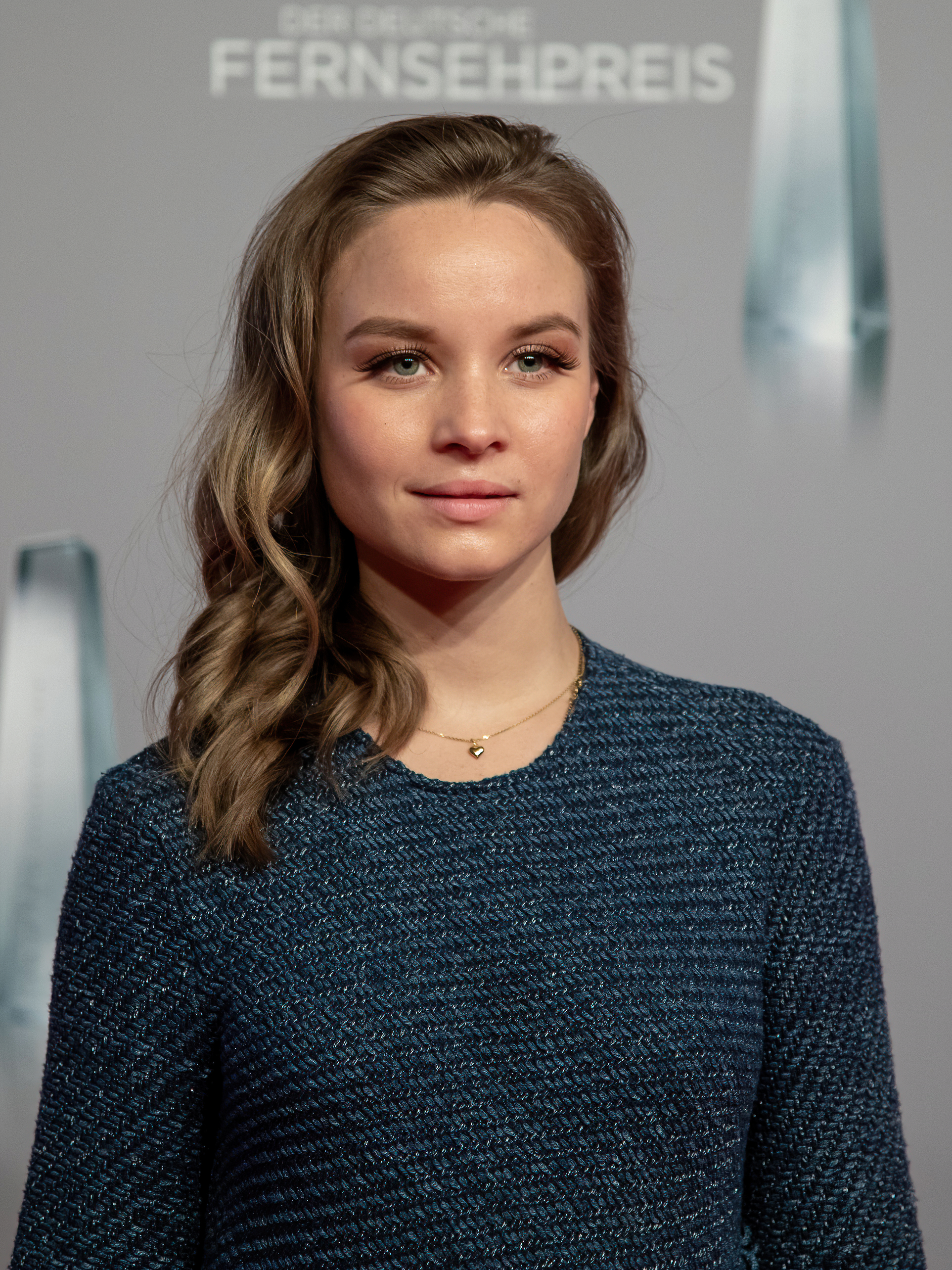
Gerhardt in 2019

- 2010: Tatort (Episode: Borowski und eine Frage von reinem Geschmack)
- 2010: Ein Date fürs Leben
- 2010: Doctor’s Diary
- 2011: The Seduction: The Strange Girl
- 2011: Großstadtrevier (Episode: Vertauscht)
- 2011: Küstenwache (Episode: Letzte Warnung)
- 2011: Krauses Braut
- 2011: Das Traumschiff (Episode: Kambodscha)
- 2011: My Own Flesh and Blood
- 2011: Rosa Roth (Aflevering: Bin ich tot?)
- 2012: The Hunt for the Amber Room
- 2012: Turkish for Beginners
- 2012: Mittlere Reife
- 2012: Heiraten ist auch keine Lösung
- 2012: Auf Herz und Nieren
- 2012: Danni Lowinski
- 2012: Schneeweißchen und Rosenrot
- 2013:  Flaschenpost an meinen Mann
- 2013: Tape_13
- 2013: Heiter bis tödlich: Hauptstadtrevier
- 2014: #Vegas
- 2014: Die Schlikkerfrauen
- 2014: Weihnachten für Einsteiger
- 2014: Dessau Dancers
- 2015: Deutschland 83
- 2016: Ku'damm 56
- 2017: Honigfrauen
- 2018: Deutschland 86
- 2018: Cold Feet
- 2018: Ku'damm 59
- 2020: The Magic Kids – Three Unlikely heroes
- 2023: Paranormal Activity: The Other Side